# Mason Marchment
Mason Marchment, född 6 mars 1995, är en kanadensisk professionell ishockeyforward som spelar för Dallas Stars i NHL.
Han har tidigare spelat på NHL-nivå för Florida Panthers och Toronto Maple Leafs och på lägre nivåer för Springfield Thunderbirds och Toronto Marlies i AHL, Orlando Solar Bears i ECHL och Erie Otters, Hamilton Bulldogs och Mississauga Steelheads i Ontario Hockey League (OHL).
Marchment blev aldrig NHL-draftad.

## Privatliv
Mason Marchment är son till den framlidne före detta ishockeybacken Bryan Marchment, som spelade 926 NHL-matcher mellan 1989 och 2006. Marchment är också kusin till ishockeyforwarden Kennedy Marchment som har spelat för HV71 Dam.

## Statistik
| 2011–2012  | Central Ontario Wolves | ETA        | 34  | 12 | 8  | 20 | 24  | —  | —  | — | —  | —  |
| 2012–2013  | Central Ontario Wolves | ETA        | 27  | 23 | 16 | 39 | 54  | —  | —  | — | —  | —  |
| 2013–2014  | Cobourg Cougars        | OJHL       | 51  | 22 | 21 | 43 | 84  | 11 | 1  | 5 | 6  | 11 |
| 2014–2015  | Erie Otters            | OHL        | 54  | 8  | 18 | 26 | 29  | 10 | 0  | 1 | 1  | 4  |
| 2015–2016  | Hamilton Bulldogs      | OHL        | 34  | 10 | 23 | 33 | 30  | —  | —  | — | —  | —  |
|            | Mississauga Steelheads | OHL        | 27  | 10 | 8  | 18 | 22  | 7  | 2  | 3 | 5  | 0  |
|            | Toronto Marlies        | AHL        | 3   | 0  | 0  | 0  | 0   | —  | —  | — | —  | —  |
| 2016–2017  | Toronto Marlies        | AHL        | 9   | 1  | 0  | 1  | 6   | —  | —  | — | —  | —  |
|            | Orlando Solar Bears    | ECHL       | 35  | 14 | 6  | 20 | 27  | 7  | 1  | 4 | 5  | 11 |
| 2017–2018  | Toronto Marlies        | AHL        | 44  | 11 | 15 | 26 | 36  | 20 | 6  | 3 | 9  | 18 |
| 2018–2019  | Toronto Marlies        | AHL        | 44  | 13 | 12 | 25 | 60  | 13 | 4  | 3 | 7  | 22 |
| 2019–2020  | Toronto Maple Leafs    | NHL        | 2   | 0  | 0  | 0  | 0   | —  | —  | — | —  | —  |
|            | Toronto Marlies        | AHL        | 11  | 2  | 2  | 4  | 6   | —  | —  | — | —  | —  |
| NHL totalt | NHL totalt             | NHL totalt | 2   | 0  | 0  | 0  | 0   | —  | —  | — | —  | —  |
| AHL totalt | AHL totalt             | AHL totalt | 111 | 27 | 29 | 56 | 108 | 33 | 10 | 6 | 16 | 40 |
| OHL totalt | OHL totalt             | OHL totalt | 115 | 28 | 49 | 77 | 81  | 17 | 2  | 4 | 6  | 4  |